# Sannesio
I Sannesio (o Sannesi- Sannesia) sono una nobile famiglia romana di origine marchigiana assurta a una dignità elevata sotto il pontificato di Clemente VIII Aldobrandini.
Artefici della fortuna della famiglia furono i due fratelli Giacomo e Clemente. Il primo venne nominato cardinale e il secondo, grazie alla sua amicizia con il nipote del Papa, cardinale Pietro Aldobrandini e a un'opportuna politica matrimoniale (sposò una Piccolomini), venne nominato marchese di Collelongo e poi duca di San Demetrio. È l'unica famiglia dello Stato Pontificio che arrivò nel Seicento a una dignità così elevata in modo così rapido (i Sannesio erano prima solamente cavalieri di Belforte del Chienti). 
Per le biografie dei fratelli card. Giacomo e m.se Clemente vedi.
Lo stemma del casato raffigura un albero con davanti un cane, simbolo della fedeltà dei Sannesio verso i loro protettori, che guarda verso una stella. Clemente ebbe un figlio di nome Francesco. La famiglia si estinse a fine Settecento nella famiglia Orsini de' Cavalieri che poi si estinse a sua volta nei Capranica.
La famiglia ebbe come residenza a Roma il secentesco Palazzo Maffei Marescotti oggi sede del Vicariato. 
Altre residenze erano la villa ora non più esistente sulla via Flaminia con un porticciolo privato per le barche e un portale disegnato da Mario Arconio, nei pressi dell'attuale Ministero della Marina, e la villa sul Monte di Santo Spirito con dipinti di Giovanni Lanfranco, anch'essa distrutta, confinante con la vigna Barberini. La collezione Sannesio comprendeva diversi capolavori di Lanfranco e di altri maestri del Seicento italiano. Le opere più famose erano sicuramente le due prime versioni che Caravaggio realizzò, su tavola di cipresso, per la cappella del cardinal Cerasi in Santa Maria del Popolo: raffiguravano, come le due pale oggi in situ, la crocefissione di San Pietro e la vocazione di San Paolo. La prima tavola è andata perduta (probabilmente secondo alcuni studiosi finì distrutta in Spagna), mentre la seconda è conservata oggi nella collezione Odescalchi presso il Palazzo Chigi-Odescalchi di Piazza Santi Apostoli a Roma.